# ÍA 아크라네스

ÍA 아크라네스(아이슬란드어: Íþróttabandalag Akraness, ÍA Akranes)는 1946년에 창단된 아이슬란드 아크라네스의 축구 클럽이다.
ÍA 아크라네스는 농구와 축구, 골프, 승마, 체조, 배구, 볼링, 가라테, 배드민턴, 수영 팀을 운영하고 있다.

## 성적
- 랜드스반카데일딘
  - 우승 18회 (1951, 1953, 1954, 1957, 1958, 1960, 1970, 1974, 1975, 1977, 1983, 1984, 1992, 1993, 1994, 1995, 1996, 2001)
  - 준우승 12회 (1952, 1955, 1959, 1961, 1963, 1964, 1965, 1969, 1978, 1979, 1985, 1997)
- 아이슬란드 컵
  - 우승 9회 (1978, 1982, 1983, 1984, 1986, 1993, 1996, 2000, 2003)
  - 준우승 9회 (1961, 1963, 1964, 1965, 1969, 1974, 1975, 1976, 1999)
- 아이슬란드 리그컵
  - 우승 3회 (1996, 1999, 2003)
- 아이슬란드 슈퍼컵
  - 우승 1회 (2003)

## 선수 명단

### 현역
- 아르노르 스마라손(2023 ~ )
- 요하네스 발(2022 ~ )
- 마르코 바르디치
- 디노 호지치